# لجنة التعاقدات الحربية في العراق وأفغانستان
لجنة التعاقدات الحربية في العراق وأفغانستان id لجنة مستقلة وحزبية من حكومة الولايات المتحدة أُنشئت في عام 2008 لدراسة توريد حكومي يتعلق بـحرب أفغانستان وحرب العراق. تضمنت النتائج الرئيسية اكتشاف أكثر من 30 مليار دولار هدرًا واحتيالًا إلى جانب خسائر محتملة أخرى من خلال مشاريع غير مستدامة.
أغلقت اللجنة في 30 سبتمبر 2011، وفقًا لـحكم الانقضاء القانوني.

## الخلفية
تأسست لجنة التعاقدات الحربية في العراق وأفغانستان استجابةً للادعاءات بأن مليارات الدولارات قد سُرقت في أفغانستان والعراق. ردًا على هذه الادعاءات، قدم السناتوران جيم ويب (ديمقراطي—فيرجينيا) وكلير مكاسكيل (ديمقراطية—ميزوري) مشروع قانون لإنشاء لجنة نموذجية على غرار لجنة ترومان التي راقبت التعاقدات الحكومية خلال الحرب العالمية الثانية. كما قدم النائب جون تيرني (ديمقراطي—ماساتشوستس-6) مشروع قانون مماثل في سبتمبر 2007. وقد دعم هذه المشاريع عدة منظمات منها مشروع الرقابة الحكومية، ودافعوا عن الضرائب العادلة، ومشروع مساءلة الحكومة، وOMB Watch، والقضية العامة، ومجموعة بحوث المصلحة العامة، وقدماء المحاربين في العراق وأفغانستان.
تم إقرار هذا المشروع كجزء من قانون تفويض الدفاع الوطني للسنة المالية 2008، والذي وقعه الرئيس جورج بوش الابن في 28 يناير 2008.

## الأعضاء
بموجب القانون، كانت اللجنة حزبية ومكونة من مفوضين يعينهم أصحاب مناصب حزبية. يوضح الجدول التالي تشكيلة اللجنة:
| الاسم                 | المنصب              | الجهة التي عينت                                                     | الشخص الذي عينه        |
| --------------------- | ------------------- | ------------------------------------------------------------------- | ---------------------- |
| مايكل جي. ثيبولت      | رئيس مشارك للأغلبية | زعيم أغلبية مجلس الشيوخ و المتحدث باسم مجلس النواب الأمريكي (مشترك) | هاري ريد ونانسي بيلوسي |
| كريس شايس             | رئيس مشارك للأقلية  | زعيم الأقلية في مجلس النواب الأمريكي                                | جون بينر               |
| كلارك إيرفن           | عضو                 | المتحدث باسم مجلس النواب الأمريكي                                   | نانسي بيلوسي           |
| غرانت إس. جرين جونيور | عضو                 | رئيس الولايات المتحدة                                               | جورج بوش الابن         |
| روبرت جي. هينكي       | عضو                 | زعيم أقلية مجلس الشيوخ                                              | ميتشل ماكونيل          |
| كاثرين شيناسي         | عضو                 | زعيم أغلبية مجلس الشيوخ                                             | هاري ريد               |
| تشارلز تيفر           | عضو                 | زعيم أغلبية مجلس الشيوخ                                             | هاري ريد               |
| دوف زاخيم             | عضو                 | رئيس الولايات المتحدة                                               | جورج بوش الابن         |

## النتائج
لخصت اللجنة نتائجها في تقريرها النهائي على النحو التالي:
يمثل المقاولون أكثر من نصف الوجود الأمريكي في عمليات الطوارئ في العراق وأفغانستان، حيث يوظفون أحيانًا أكثر من ربع مليون شخص. قاموا بأداء مهام حيوية لدعم أهداف الدفاع والدبلوماسية والتنمية الأمريكية. لكن التكلفة كانت عالية. أدى التخطيط والإدارة والإشراف الضعيف على العقود إلى هدر ضخم وأضر بهذه الأهداف. تجاوز حجم وتعقيد إجراءات التعاقد قدرة الحكومة على التخطيط والإدارة والإشراف على المقاولين في الميدان. كثيرًا ما أغفلت قرارات التعاقد التي اتُخذت خلال الطوارئ الحاجة إلى تحديد ما إذا كانت حكومات الدول المضيفة قادرة أو راغبة في دعم العديد من المشاريع والبرامج التي أنشأتها العقود الأمريكية في بلدانهم.

## وصلات خارجية
- الصفحة الرئيسية للجنة التعاقدات الحربية في العراق وأفغانستان